# Hanna Ożogowska
Hanna Ożogowska (20 tháng 7 năm 1904 tại Warsaw - 26 tháng 4 năm 1995 tại Warsaw)  là một tiểu thuyết gia, nhà văn, dịch giả và nhà thơ Ba Lan. 

## Tiểu sử
Bà tốt nghiệp Học viện Sư phạm Đặc biệt và Khoa Sư phạm của Đại học Tự do Ba Lan (Wolna Wszechnica Polska). Năm 1932, bà xuất hiện lần đầu tiên trên tuần báo " Płomyk " với tư cách là tác giả của văn học thiếu nhi. Bà đã xuất bản các bài thơ cho trẻ em trên "Nasz Dziennik" . Cho đến năm 1947, bà là tổng biên tập của Płomyczka và làm việc ở trường trung học ở Łódź cho đến năm 1951. Sau Thế chiến thứ hai, bà là hiệu trưởng của Trường Trung học Sư phạm dành cho Giáo viên Mẫu giáo ở Łódź. Từ năm 1952 đến năm 1969, bà là tổng biên tập của Płomyk. Trong những năm 1972–1988, bà là phó chủ tịch IBBY (Hội đồng quốc tế về sách cho thanh thiếu niên) của Ba Lan. Hanna mất ngày 26 tháng 4 năm 1995, bà được chôn cất tại Nghĩa trang Warsaw (phần B35-7-11) . 

## Tác phẩm văn học
- 1950 Về một con ốc sên tìm bánh bao với phô mai
- 1950 học sinh lớp ba
- 1951 Tại Karolewska
- 1952 Với lời của bạn
- 1953 Một con đường mới qua một cây cầu mới
- 1955 Trong lớp Marcelowa
- 1955 Một câu chuyện cổ tích về một cành lúa mì
- 1957 Xe đẩy sơn
- 1957 Những bài thơ của Marcink
- 1957 Quả bóng vàng
- 1959 Bí ẩn về con dấu xanh
- 1960 Về một công chúa sợ rằng vương miện của mình sẽ rơi ra
- 1960 Dao bỏ túi và cộng sự
- 1960 "Cậu bé lộn ngược" hoặc "Từ nhật ký xui xẻo của Jacek."
- 1961 A girl and a boy, or heca for 14 pipe (phim chuyển thể: A girl and a boy )
- 1963 Một lần khi tôi muốn trở nên cao quý
- 1964 Ear từ cá trích ( lọt vào Danh sách Danh dự IBBY năm 1966 )
- 1968 Đầu trên bóng bán dẫn
- 1971 Bạn bè
- 1972 Mối tình đầu trong phút chốc
- 1980 Những cuộc phiêu lưu của một con dao bỏ túi
- 1983 Entliczki pentlicki
- 1987 Một tấm gương cho mọi cô gái
- 1989 Lớp Hai - Lớp Tuyệt vời!
- 1989 Một chiếc lông đến một cây bút nhỏ

## Giải thưởng
- 1956 - Chữ thập vàng bằng khen
- 1959 - giải thưởng của thủ tướng chính phủ
- 1967 - Hiệp sĩ của Dòng chữ thập Polonia Restituta
- 1967 - Huân chương của Ủy ban Giáo dục Quốc gia
- 1974 - Order of the Smile
- 1974 và 1981 - giải thưởng trong cuộc thi " Eagle Pen "
- 1979 - danh hiệu vinh dự " Nhà giáo ưu tú của Cộng hòa Nhân dân Ba Lan "
- 1984 - giải thưởng nhà nước, bằng cấp 1
- 1984 - Huân chương Kỷ niệm 40 năm Ngày Nhân dân Ba Lan [4]
- 1984 - Thập tự lệnh Huân chương Polonia Restituta. [5]
- 1984 - Chữ thập vàng "Vì công lao cho Hiệp hội Hướng đạo Ba Lan"
- 1985 - Giải thưởng của Thành phố Warsaw
- 1987 - danh hiệu vinh dự "Người có công với văn hóa dân tộc "